# Jack Pinas

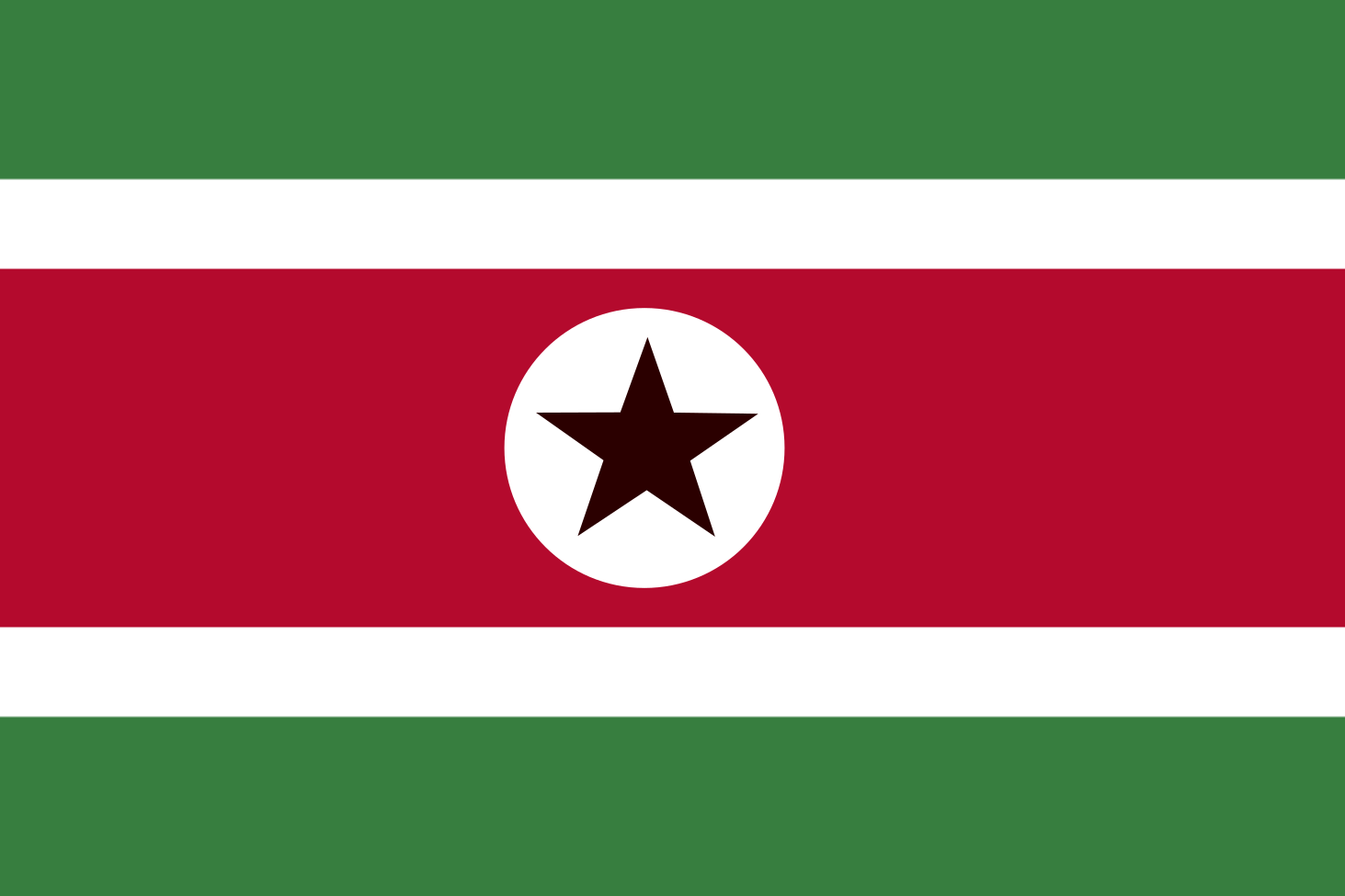
Vlag ontworpen door Jack Pinas

Vlag van Suriname

Jacques Herman (Jack) Pinas (Paramaribo, 11 juni 1925 – aldaar, 17 september 2016) was een Surinaams kunstenaar en vakbondsleider. Hij was de ontwerper van de vlag van Suriname, en hoofd van de tekenkamer van Stichting Planbureau Suriname.

## Biografie
Pinas was in 1925 in Paramaribo geboren. Tijdens zijn schoolperiode werkte hij ook bij meubelmaker Moderna om een vak te leren. In de meubelzaak leerde hij Wim Bos Verschuur kennen die voorstelde bij hem tekenen te leren op de Hendrikschool. Pinas wist niet of hij het kon veroorloven, maar Verschuur gaf hem vijf jaar lang gratis les, en hij behaalde een LO-akte tekenen.
Pinas werkte eerst als tekenleraar, en ging later werken voor de Stichting Planbureau Suriname. Later werd hij hoofd van de tekenkamer. Pinas raakte bevriend met Eddy Bruma, en was in 1961 een van de oprichters van de Partij Nationalistische Republiek. De partij was weinig succesvol, en in 1968 verliet hij de partij en ging zich richten op vakbondswerk. In 1969 en 1973 was Pinas actief als stakingsleider.
In 1975 werd een prijsvraag uitgeschreven voor een nieuwe vlag van Suriname. Het ontwerp van Pinas werd verkozen als winnaar. Later werd hij benaderd door premier Henck Arron, omdat er mogelijk problemen waren met de zwarte ster die kon refereren naar de Afro-Surinamers. Als compromis werd de kleur van de ster veranderd in wit. Toen de vlag werd onthuld bleek de kleur van de ster te zijn veranderd in geel, omdat PSV een coalitiepartner was, en hun kleur niet in de vlag voorkwam. Officieel staat geel voor een gouden toekomst. Pinas had zich vervolgens gedistantieerd en was op 25 november 1975, de dag van de Surinaamse onafhankelijkheid, niet aanwezig bij het onthullen van de vlag.
Pinas was tevens medeoprichter van de Nola Hatterman Art Academy, de kunstacademie van Suriname, en was ontwerper van het gedenkteken voor Ronald Abaisa, een vakbondsleider die in 1973 door de politie was doodgeschoten.
Pinas overleed op 17 september 2016 in Paramaribo op 91-jarige leeftijd. In 2018 werd een maand aan hem besteed op de Iconenkalender van NAKS.